# Stora psykologpriset
Stora Psykologpriset är ett årligt pris som instiftades 2009 för att uppmärksamma psykologer som genom sitt arbete bidrar till att förbättra människors livskvalitet och utveckla mänskliga resurser. Prisutdelningen sker i oktober månad i regi av Sveriges Psykologförbund. Juryn utser tre finalister, vilka var och en får hålla ett framförande om sitt arbete i samband med prisceremonin, varefter vinnaren presenteras.. Prissumman är 50 000 kr.
Stora Psykologpriset delas ut med fokus på hur psykologer bidrar till praktisk tillämpning av psykologisk kunskap. Alla psykologer som gjort särskilda insatser för detta kan nomineras.

## Mottagare av Stora Psykologpriset
- 2023 – Erik Andersson, psykolog, PhD, docent i klinisk psykologi vid Karolinska Institutet samt ordförande i Sveriges kliniska psykologers förening
  - Juryns motivering löd: "Erik Andersson har i många år varit ledande i Sverige med att bedriva och handleda forskning om hur psykologisk behandling kan utformas för att hjälpa människor med ett stort lidande på grund av ångest och tvång. Han har även möjliggjort tillgängligheten till evidensbaserad vård för alla som behöver det. Erik Andersson har under hela sitt yrkesliv konsekvent valt att engagera sig i handledning och undervisning av studenter, doktorander och kollegor – i forskningsutbildningar, på psykologprogram och i Psykologförbundets specialistutbildning. Ett sådant engagemang hos yrkesverksamma och meriterade psykologer är avgörande för att professionen och kåren ska utvecklas och hålla hög kvalitet. Att få till en aktiv växelverkan mellan forskning och praktik, vetenskap och tillämpning, är en konst som är lika viktigt för hög kvalitet i forskning som i utbildning och klinisk verksamhet. Erik Anderssons bidrag till denna konst gör honom till en självklar finalist till Stora Psykologpriset."[3]

- 2021 – Erica Mattelin, leg psykolog och forskare vid Linköpings universitet
  - Juryns motivering löd: "Brister i hur samhället tillgodoser barns rätt, rättigheter, behov av psykologisk trygghet samt tillgång till psykologisk behandling uppmärksammas på olika sätt ständigt i media. Inte minst gäller det barn som kommit till Sverige på flykt från andra länder och svåra omständigheter. Att samla och sprida kunskap om detta behövs för att rättsväsendet, myndigheter och hälso- och sjukvården ska kunna bemöta barn på ett sätt som respekterar deras rättigheter och utgår från deras behov. Erica Mattelins kombinerade praktik inom forskning, psykologisk behandling, utredningar och utbildning, ger henne ett kunskapsdjup och en trovärdighet som gör skillnad inte bara för de barn hon möter i behandlingsrum och forskningsintervjuer, utan potentiellt också för myndigheter och andra samhällsfunktioner som kan påverka hur Sverige framgent klarar att uppfylla barnkonventionen."

- 2019 – Lars-Göran Öst, leg psykolog och professor emeritus vid Stockholms universitet
  - Juryns motivering löd: "Lars-Göran Öst har under ett halvt sekel bidragit till kunskapsutvecklingen och kunskapsspridningen inom klinisk psykologi. Som forskare och praktiker har han haft ett mycket stort inflytande, såväl nationellt som internationellt, på utvecklingen av psykologisk behandling. Han har skapat evidensbaserade behandlingsmetoder för ångesttillstånd som spritts över världen och blivit förstahandsval för stora patientgrupper. Lars-Göran har starkt bidragit till grunden för en forskningstradition inom området som stimulerat många forskare att fortsätta utveckla och utvärdera behandlingsmetoder av stor betydelse för människors psykiska hälsa."
- 2017 - Liria Ortiz, leg. psykolog och författare. 
  - Juryns motivering löd: "Årets vinnare av Stora Psykologpriset sprider psykologisk kunskap på ett pedagogiskt och professionellt sätt. Hennes kloka, varma och mänskliga sätt att förmedla psykologisk kunskap är mycket uppskattat. Hon har vigt sitt liv åt samhällsengagemang och att arbeta med utsatta grupper såsom prostituerade, missbrukare och våldsutsatta kvinnor. Hon har skapat nya behandlingsmetoder för utsatta grupper och även spridit dessa till kollegor och övriga via utbildningar och handledning. Pristagaren har skrivit flera uppskattade böcker om bland annat motiverande samtal, riktade både till professionella och till allmänheten, och svarar på läsarnas frågor i exempelvis Dagens Nyheter om relationer och personlig utveckling. Hon arbetar ideellt bland annat med hemlösa kvinnor samt internationellt, som i Uruguay i projekt som syftar till att hjälpa våldsutsatta kvinnor."[4]
- 2014 - Gerhard Andersson, professor i klinisk psykologi vid Linköpings universitet
  - Juryns motivering löd: "Med sitt arbete som praktiker och forskare har årets vinnare bidragit till att på vetenskaplig grund göra psykologiska behandlingsmetoder, både inom det psykologiska och det somatiska området, tillgängliga för alla, även för dem som bor på orter där psykologisk behandling varit svår att få.
Han sprider också sin kunskap till allmänhet och beslutsfattare och skapar på så sätt en större förståelse kring psykisk ohälsa och de möjligheter psykologisk behandling innebär för att lindra och bota den."[5]

- 2013 - Siv Boalt Boëthius, professor emerita vid Stockholms universitet
  - Juryns motivering löd: "Med sitt mångåriga arbete som praktiker och forskare har professor emerita Siv Boalt Boëthius bidragit till att sprida psykologisk kunskap till många olika yrkesgrupper. Hennes arbete inom organisations- och grupputveckling har varit en pionjärgärning som bland annat lett fram till en tvåårig utbildning i organisationspsykologi. Siv Boalt Boëthius har också under många år gjort avgörande insatser inom området terapi och behandling av barn och unga."[6]
- 2012 - Aniko Bartfai, psykolog vid rehabiliteringskliniken, Danderyds sjukhus
  - Juryns motivering löd: "Med sitt pionjärarbete och långa engagemang för att etablera neuropsykologin i Sverige har Aniko Bartfai bidragit till att vi i dag bättre förstår hjärnans funktioner och dysfunktioner. Hennes banbrytande behandlingsmetoder har hjälpt människor som drabbats av hjärnskador eller stroke till ett bättre liv. Genom sin gärning har hon fört in neuropsykologin i den akademiska undervisningen och byggt broar mellan olika yrkesgrupper i vården."[7]
- 2011 - Malin Alfvén,  barn- och föräldrapsykolog
  - Juryns motivering löd: "Malin Alfvén har, som den nominerande föräldern uttryckte sig, varit 'ett ljus i mörkret', både i samtal med egna patienter och för allmänheten via rådgivning i böcker, tidningar, radio och TV. Genom att hjälpa både barn och vuxna att förstå att man inte måste vara perfekt för att vara en god förälder har hon under sina trettio år som verksam psykolog vågat utmana vårt samhälles attityder till föräldrarollen."[8]
- 2010 - Åsa Landberg, psykolog på Rädda Barnen
  - Motiveringen vid utdelningen löd: "Med barnen som utgångspunkt har Åsa Landberg revolutionerat myndigheternas bemötande och påverkat lagstiftningen. Hon bedriver ett viktigt och framgångsrikt arbete både som psykolog och som opinionsbildare."[9]
- 2009 - Eva Håkanson, katastrofpsykologisk expert inom Stockholms läns landsting
  - Juryns motivering löd: "Årets vinnare har mer än någon annan psykolog i Sverige bidragit till att förbättra samhällets psykologiska stöd till människor som drabbats av allvarliga kriser och till att föra ut aktuell psykologisk kunskap kring kriser, sorgereaktioner och katastrofer. Hennes erfarenheter av krisarbetet i samband med flera stora katastrofer, tillsammans med hennes mångåriga insatser för att öka människors beredskap att hantera sorgereaktioner, har gjort henne till en förgrundsgestalt inom svensk katastrofpsykologi."[10]

### Finalister i urval
Varje år utser juryn tre finalister, varav en får motta priset. Av de psykologer som utsetts till finalister, men inte vunnit, återfinns bland andra Anna Kåver (2011), Bo Hejlskov Elvén (2013), Anders Broberg (2014) och Claudia Fahlke (2017).